# Odo I av Burgund
Odo I av Burgund, även kallad Eudes I, född 1060, död 1103, var regerande hertig av Burgund från 1079 till 1102.
Han var bror till Henrik av Burgund och far till Hugo II av Burgund och Florine av Burgund.